# Inhaberschuldverschreibung
Eine Inhaberschuldverschreibung (oder Inhaberanleihe; englisch bearer bond) ist eine Schuldverschreibung, die als Inhaberpapier ausgestellt ist. Der Besitzer der Urkunde ist also nicht namentlich benannt, was die problemlose Übertragung ermöglicht und damit für eine hohe Verkehrsfähigkeit sorgt. Gegensatz ist die Namensschuldverschreibung. 

## Rechtsfragen
Die Rechtslage für Inhaberschuldverschreibungen ist im Gesetz ausdrücklich in den §§ 793 ff. BGB geregelt. Da das Gesetz allgemein wenig über Inhaberpapiere aussagt, können auch für andere Inhaberpapiere die Bestimmungen über Inhaberschuldverschreibungen analog angewandt werden, etwa bei Inhaberaktien. Eigentum an Inhaberschuldverschreibungen wird formlos durch dingliche Einigung und Übergabe nach den Regeln des sachenrechtlichen Erwerbs übertragen (§§ 929 ff. BGB). Die Legaldefinition des § 793 Abs. 1 Satz 1 BGB spricht davon, dass jeder Inhaber – sofern er zur Urkundenverfügung berechtigt ist – vom Schuldner die versprochene Leistung verlangen darf. Es besteht mithin eine gesetzliche Vermutung, dass der Besitzer einer Inhaberschuldverschreibung auch deren Eigentümer ist. Der Besitz des Papiers und die darin verbrieften Rechte sind so eng miteinander verbunden, dass der jeweilige Inhaber der Urkunde auch der Gläubiger des Ausstellers ist. In § 794 Abs. 1 BGB wird sogar die für alle Inhaberpapiere geltende Bestimmung des § 935 Abs. 2 BGB bekräftigt, dass der Schuldner auch an den Inhaber gestohlener, verloren gegangener oder sonst ohne Willen des Schuldners in Umlauf gelangter Inhaberschuldverschreibungen leisten muss. Die Leistungspflicht des Ausstellers wird allein durch die Vorlage der Urkunde ausgelöst (§ 793 Abs. 1 BGB). Der Aussteller darf deshalb eine Zahlung nur verweigern, wenn die Ausstellung der Urkunde ungültig war, sich Einwendungen aus der Urkunde ergeben (etwa fehlende Fälligkeit) oder Einwendungen unmittelbar gegen den Inhaber vorliegen (§ 796 BGB).
Dem Schuldner muss die Schuldverschreibung bei Zahlung ausgehändigt werden (§ 797 BGB), was die Inhaberschuldverschreibung – neben der in § 799 BGB geregelten Kraftloserklärung (bei abhandengekommenen oder vernichteten Urkunden) im Aufgebotsverfahren – zum Wertpapier macht. Abdingbar ist die vierjährige Vorlegungsfrist für Zinsscheine aus Inhaberschuldverschreibungen (§ 801 Abs. 2 und 3 BGB).

### Genehmigungspflicht entfallen
Die Emission von Inhaber- und Orderschuldverschreibungen unterlag lange Zeit einem gesetzlichen Genehmigungsvorbehalt durch den Bundeswirtschaftsminister (§ 795 BGB, § 808a BGB). Der bis Dezember 1990 geltende Genehmigungsvorbehalt übertrug dem Bundesfinanzminister eine gewisse Verantwortung für die Funktionsfähigkeit des Kapitalmarktes. In den Bestimmungen war geregelt, dass die Bundesregierung die Emission von Inhaber- und Orderschuldverschreibungen zu genehmigen hatte, wenn dies zur Erhaltung der Funktionsfähigkeit des Kapitalmarktes oder zum Schutz der Währung erforderlich erschien. Diese Bestimmungen sind im Dezember 1990 zwecks Liberalisierung des Kapitalmarkts aufgehoben worden. Seitdem unterliegt die Ausgabe von Schuldverschreibungen keinen öffentlich-rechtlichen Beschränkungen, insbesondere gibt es keinen öffentlich-rechtlichen Genehmigungsvorbehalt mehr, der als Rechtsgrundlage für nachträgliche Eingriffe und Änderungen der Emissionsbedingungen begebener Schuldverschreibungen dienen kann.

## Börsenfähigkeit
Wie alle Inhaberpapiere besitzen Inhaberschuldverschreibungen wegen ihrer formlosen Übertragbarkeit eine besonders hohe Verkehrsfähigkeit (Fungibilität). Heute sind sie aufgrund dieses Vorteils die am Markt vorherrschende Form der Anleihe. Die Fungibilität gewährleistet die Börsenhandelbarkeit der Inhaberschuldverschreibung. Sofern sie zum Börsenhandel zugelassen ist, kann die Inhaberschuldverschreibung jederzeit vom Anleger über die Börse veräußert werden. Diese Börsengängigkeit ist ein wesentliches Kriterium für Investmentgesellschaften, die die Einlagen der Investmentsparer in jederzeit bewertbaren und veräußerlichen Wertpapieren anlegen müssen (§ 8 Abs. 1 KAGG a.F.).

## Emittenten von Inhaberschuldverschreibungen
Als Emittenten von Inhaberschuldverschreibungen kommen emissionsfähige Unternehmen aus dem Kreditwesen, Industrie, Handel und Verkehr in Frage. Emissionsfähig sind Unternehmen formal insbesondere dann, wenn ihre Inhaberschuldverschreibungen zum regulierten Börsenhandel nach den §§ 32 ff. Börsengesetz zugelassen worden sind. Öffentliche Anleihen des Bundes, der Sondervermögen des Bundes und der Bundesländer sind durch § 37 BörsG automatisch zum Börsenhandel zugelassen und bedürfen keines Zulassungsverfahrens. Zum Börsenhandel zugelassene Inhaberschuldverschreibungen erfüllen lediglich die technischen Voraussetzungen zum Börsenhandel; eine Aussage über die Bonität des Anleiheschuldners ist damit nicht verbunden. Vielmehr hat der Anleger die Rückzahlungsrisiken der Anleihen jederzeit zu prüfen. Unterstützung hierfür kann er durch von Ratingagenturen vergebene Ratings oder durch Beratung bei Kreditinstituten erhalten.

## Arten von Inhaberschuldverschreibungen
Öffentliche Anleihen und Unternehmensanleihen werden überwiegend, aber nicht immer als Inhaberschuldverschreibung („Schuldverschreibung auf den Inhaber“) ausgegeben. Wandelanleihen, Kassenobligationen und Zertifikate sind Inhaberschuldverschreibungen. Während Sparkassenobligationen regelmäßig zu den Orderschuldverschreibungen gehören, können Pfandbriefe der Hypothekenbanken als Namenspapiere emittiert werden; Sparkassenbriefe und Sparbriefe sind in der Regel Namensschuldverschreibungen.
Die früher durch Urkunden verbrieften Inhaberschuldverschreibungen werden zunehmend als elektronisches Wertpapier ausgegeben. Die Begebung eines elektronischen Wertpapiers erfolgt gemäß § 2 Abs. 1 eWpG dadurch, dass der Emittent an Stelle der Ausstellung einer Wertpapierurkunde eine Eintragung in ein elektronisches Wertpapierregister bewirkt.

### Inhaberkarte
Werden Karten, Marken oder ähnliche Urkunden, in denen ein Gläubiger nicht bezeichnet ist, von dem Aussteller unter Umständen ausgegeben, aus welchen sich ergibt, dass er dem Inhaber zu einer Leistung verpflichtet sein will, so finden die Vorschriften des § 793 Abs. 1 und der § 794, § 796, § 797 BGB entsprechende Anwendung (§ 807 BGB). Hierzu gehören Telefonkarten und nicht personengebundene Eintrittskarten, nicht aber Gepäckscheine und Garderobenmarken, da letztere nur eine Beweisfunktion erfüllen, das Recht aber auch von dem ausgeübt werden kann der das Papier nicht innehat.
Auf diesen Karten ist in der Regel der Gläubiger nicht bezeichnet. Da sie ein Recht verkörpern, haben sie Urkundenqualität und sind Urkunden.
Der Aussteller ist nur gegen Aushändigung der Inhaberkarte zur Leistung verpflichtet (§ 797, § 807 BGB). Wo keine tatsächliche Aushändigung an den Aussteller möglich ist, genügt die Entwertung.